# Rif 1921, una historia olvidada
Rif 1921, una historia olvidada es una película documental española escrita y dirigida por Manuel Horrillo que explora el campo y las situaciones que rodearon a lo que en la historiografía española se conoce como "desastre de Annual", ocurrido en 1921.

## Contenido de la película
El documental Rif 1921, una historia olvidada fue producido y dirigido por Manuel Horrillo.
En el documental se muestran los frutos de la investigación de siete años que llevó a cabo el director visitando todos los campos que fueron escenarios en los conflictos entre las tropas españolas y los rebeldes del protectorado durante la conocida como guerra del Rif.

### Visión del director
Según el director Manuel Horrillo, él quiso dar una visión equidistante y fluida del conflicto, dado que, según su palabras: «probablemente sólo puede contarse este desastre a partir del deseo de rendirle homenaje a las víctimas».
Según él, la guerra del Rif fue una guerra triste e inútil en la que perdieron todos, los españoles que no sabían por qué mandaban a sus hijos a África a morir, y los rifeños, que veían como querían coartar su libertad.